# تازه‌وارد (فیلم ۱۹۹۰)
تازه‌وارد (انگلیسی: The Rookie) فیلمی در ژانر جنایی، اکشن، زوج هنری، و کمدی-درام به کارگردانی کلینت ایستوود است که در سال ۱۹۹۰ منتشر شد.

## بازیگران
- کلینت ایستوود
- چارلی شین
- رائول هولیا
- تام اسکریت
- لارا فلین بویل
- آنتونی پلنا
- زاندر برکلی
- پل بن-ویکتور